# Theater des Westens

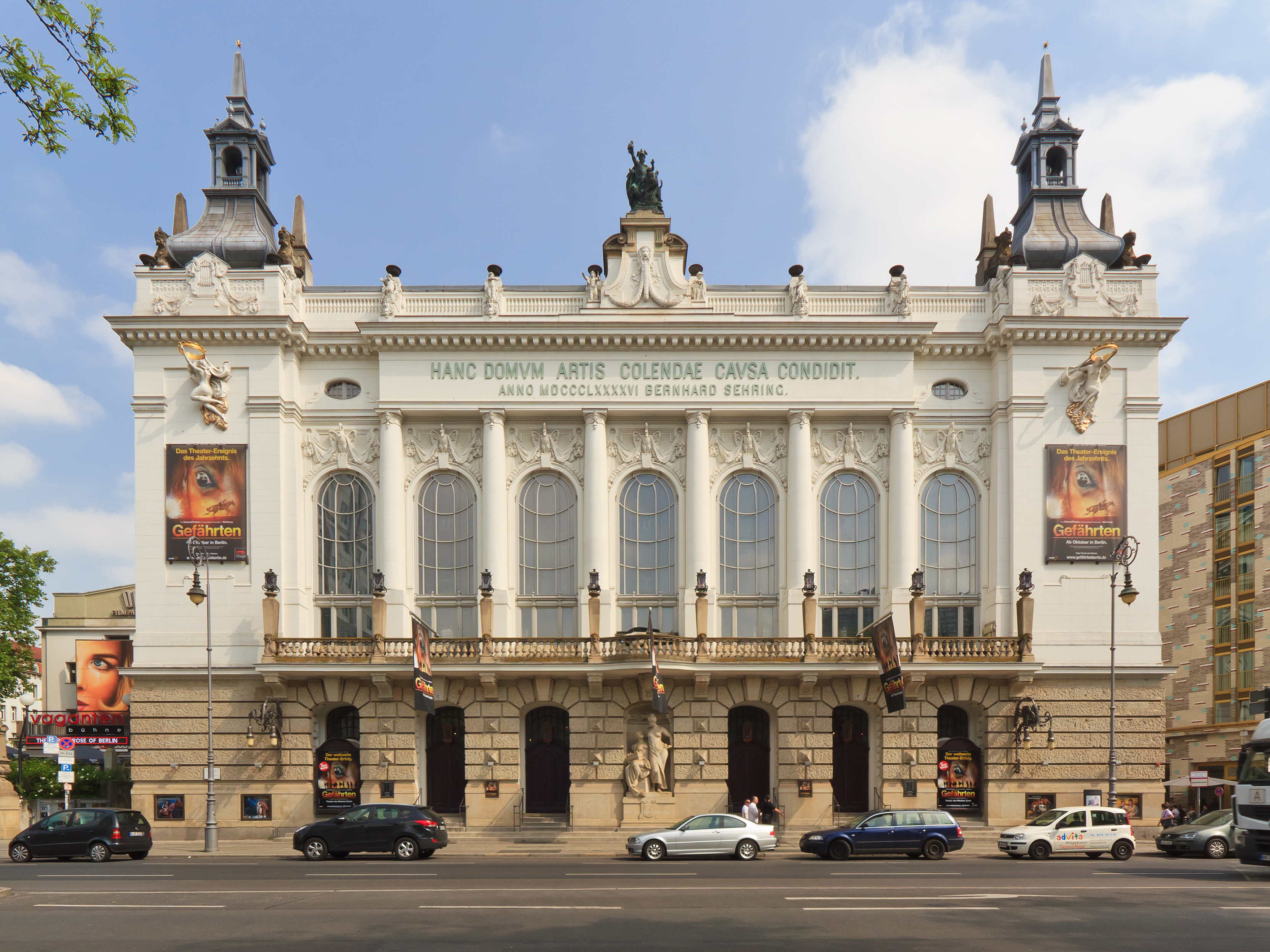
Theater des Westens

Theater des Westens är en av Berlins mest kända musikal- och operascener. Den ligger på Kantstrasse i stadsdelen Charlottenburg. Namnet hänsyftar till det västliga läget i staden och området Neuer Westen.
Byggnaden ritades av Bernhard Sehring och öppnades 1896 med en föreställningen Tusen och en natt.